# Neo Akari
Neo Akari (根尾 あかり (Căn-Vĩ Minh-Lý) 19 tháng 11 năm 1998 –) là một nữ diễn viên khiêu dâm người Nhật Bản. Cô thuộc về công ti Life Promotion.

## Sự nghiệp
Tháng 3/2017, cô ra mắt ngành phim khiêu dâm từ hãng kawaii* với tư cách là một cựu tarento trẻ em với tên Kojima Ami (小嶋 亜美 (Tiểu-Đảo Á-Mĩ)). Tuy nhiên, cô đã chỉ đóng 1 phim với tên này.
Tháng 4/2019, cô tái ra mắt ngành dưới tên Neo Akari. Lí do vào ngành không phải vì cô có hứng thú với phim khiêu dâm mà do suy nghĩ "Nếu có thể, hãy thứ nó" của cô.
Tháng 11/2019, Phó Tổng biên tập FANZA News Sakurai Heihachirō đã chọn cô làm nữ diễn viên được đề cử nhiều nhất năm 2019 trên tạp chí Playboy hàng tuần.
Cô đã xếp thứ nhất trong hạng mục nữ diễn viên nói chung trong thông cáo hàng tháng của FANZA "Diễn viên khiêu dâm này thật tuyệt! Mùa đông 2020", tuy nhiên cô đã không đủ điều kiện để xét giải thưởng.
Trong khoảng 2 tháng kể từ tháng 3/2020, do sự lây lan của chủng virus corona mới và bị hạn chế đến các buổi chụp ảnh, cô đã nhuộm tóc thành màu trà sữa Royal và trở nên nổi tiếng dưới tên "NEOあかり" (NEO Akari).
Tháng 8/2020, cô xếp thứ 6 trong bảng xếp hạng nữ diễn viên khiêu dâm nửa đầu năm 2020 theo thông cáo hàng tháng của FANZA.

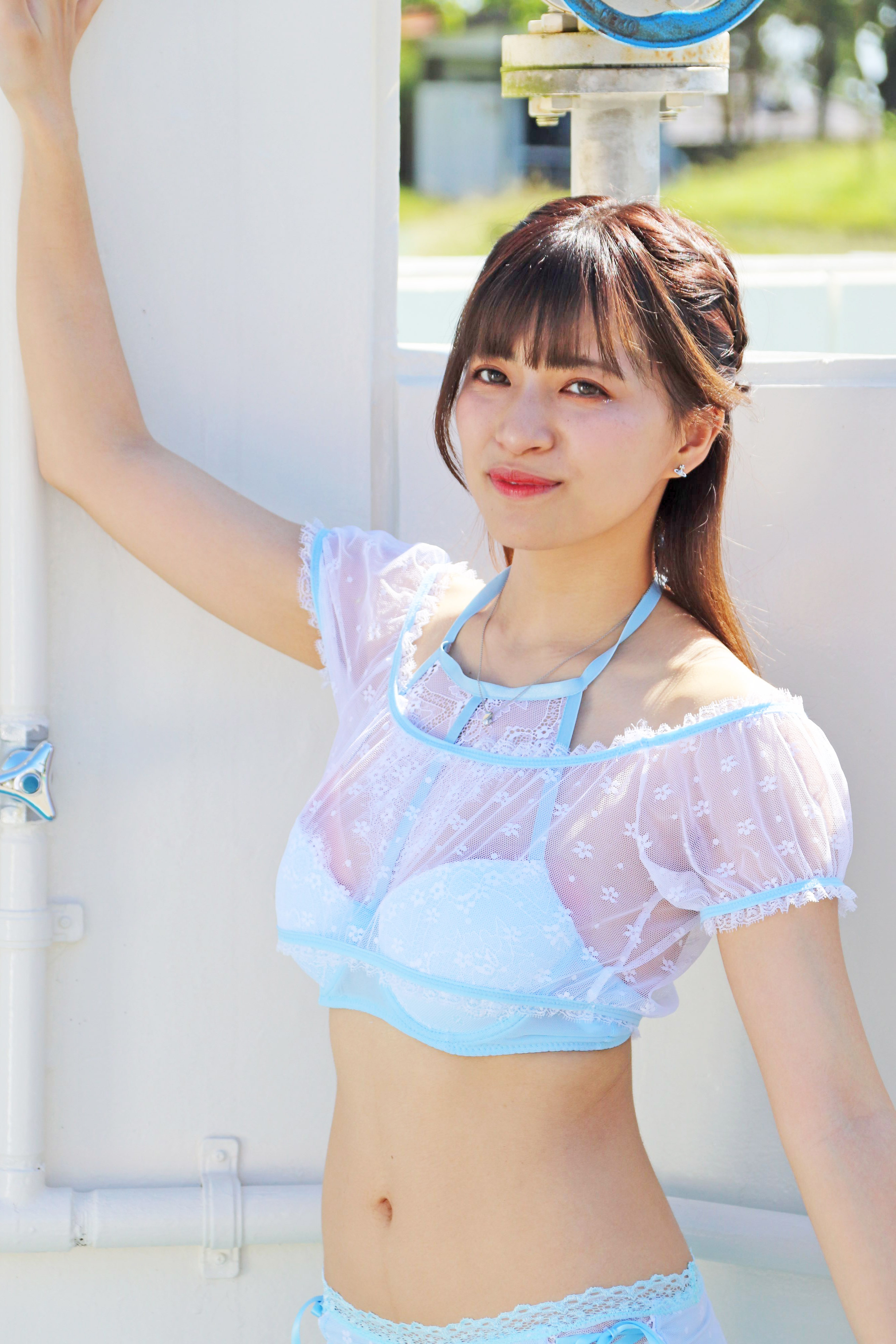
Akari chụp năm 2022

Tháng 5/2021, cô đã được chọn là 1 trong 10 nữ diễn viên xinh đẹp mông lớn thế hệ mới nổi bật nhất trên tạp chí Playboy hàng tuần. Cô đã kí hợp đồng nữ diễn viên độc quyền ngắn hạn với VENUS từ ngày 1/6 đến 14/12 cùng năm.
Cô đã trở thành nữ diễn viên độc quyền của M's Video Group từ năm 2022.

### Hoạt động ngoài ngành phim khiêu dâm
Vì khả năng diễn xuất được khen ngợi của cô, cô đã xuất hiện trên TV và radio nhiều lần kể từ lần xuất hiện trên chưng trình tạp kỹ "God Tounge" được nhắc đến dưới đây.
Ngoài ra, vào tháng 7/2020 cô cũng đã tham gia vòng loại người mẫu thường niên của LARME với trang phục hóa trang Lolita yêu thích và đã vượt qua vòng thứ hai.
Tháng 9/2021, cô đã tham gia vòng loại người mẫu Kawaii Challenge #01 được tài trợ bởi tạp chí tự do HARAJUKU POP MAGAZINE và đã tiến vào vòng thứ 2.
Ngoài ra, với sở thích (thiết kế quần áo) của mình, cô đã thiết kế trang phục hóa trang cho Kanon Urara và Takeuchi Yuki trong các sự kiện trực tiếp vào năm 2021. Trong một sự kiện vào tháng 2/2022, cô đã thiết kế trang phục cho chính mình và Futaba Ema.
Tháng 10/2022, phim điện ảnh đầu tiên mà cô đóng vai chính Người phụ nữ trẻ già dặn và cô gái bỏ trốn Quan hệ tình dục rất nhiều đươc phát hành. Ngày 1/12/2022, cô đã tham gia "Buổi thử giọng diễn viên lồng tiếng cho nhận vật Crimson Youma Taisen mới" của DMM GAMES.
9/12/2022, tại sự kiện "LIFE FES – No LIFE No LIFE" được tổ chức tại Ikebukuro, tên của bộ đôi giữa cô và Futaba Ema, người thường hợp tác với cô tại các sự kiện đã được thông báo là "Iburigakko Cream Cheese" (いぶりがっこクリームチーズ).
Từ ngày 19 đến 25/5/2023, triễn lãm ảnh cá nhân của cô ""Hake" (羽化) - Triễn lãm ảnh Kiyota Daisuke x Neo Akari" sẽ được tổ chức tại Phòng trưng bày ảnh Fuji ở Ginza, Tokyo. Tuy cô đã không vượt qua vòng loại cuối cùng, niềm đam mê thời trang Lolita của cô đã được đánh giá cao trên HARAJUKU POP MAGAZINE và một triển lãm cá nhân đã được tổ chức. Trong bài báo đưa tin về triển lãm, cô đã được tiết lộ rằng đang học về thời trang.

## Đời tư
- Sau khi xem nhạc kịch trình diễn bởi Takarazuka Revue và Công ti Nhà hát Shiki, cô đã thấy rất ấn tượng. Cô tham gia câu lạc bộ nhạc kịch tại trường trung học và đã trở thành chủ tịch câu lạc bộ.[4]
- Cô đã tham gia một câu lạc bộ âm nhạc khi học đại học.[22] Trong đó, cô chủ yếu ca hát và diễn kịch. Cô nói rằng cô muốn tìm hiểu thêm về kịch ứng tác vì chúng thường được diễn theo một khuôn mẫu nhất định.[22]
- Tuy nhiên, cô nói rằng cô không giỏi diễn các vai dưới tên "Neo Akari" vì cô nói rằng "chính tôi còn không biết Neo Akari là ai" và "Tôi không thể nhìn nhận bản thân một cách khách quan".[23][24]
- Cô đã từng giảng dạy khi học đại học và có giấy phép giảng dạy tại trường học.[25]
- Lần đầu cô quan hệ tình dục là vào năm 18 tuổi với một người đàn ông 38 tuổi.[26]
- Cô có một người chị lớn tuổi hơn.[4]
- Cô có mối quan hệ thân thiết với Futaba Ema, người cùng tuổi và cùng công ti chủ quản với cô. Họ thân thiết đến mức đã từng cãi nhau trên YouTube[27] (cô dũng đã xuất hiện trên vài video khác của Futaba). Takeuchi Yuki, người cùng công ti chủ quản, đã miêu tả cô là "một người tràn đầy sức mạnh nữ tính".[25]
- Cô thường thuận tay trái, đặc biệt là khi dùng bút viết.[28]